# La pareja chiflada (película de 1975)
La pareja chiflada es una película dirigida en 1975 por Herbert Ross a partir de la obra de Neil Simon. La película está protagonizada por Walter Matthau, George Burns, Richard Benjamin, Lee Meredith, Carol DeLuise, F. Murray Abraham, Howard Hesseman y Ron Rifkin, entre otros. 
La película ganó el Premio Oscar en la categoría de Mejor actor de reparto (George Burns) y fue candidata en las categorías de Mejor actor (Walter Matthau), Mejor dirección artística y Mejor guion adaptado.
Jack Benny iba a interpretar un papel en la película, pero tuvo que dejarlo cuando se le diagnosticó un cáncer de páncreas, que acabaría posteriormente con su vida. George Burns aceptó el papel de Benny, lo que le permitió relanzar su carrera ya casi a los 80 años.
En 1995, se realizó una versión para la televisión, protagonizada por Woody Allen, Peter Falk, Michael McKean, Liev Schreiber, Edie Falco y Sarah Jessica Parker.

## Argumento
La película narra la historia de dos ancianos actores de vodevil, conocidos antiguamente como "Lewis y Clark", que llegaron a odiarse tanto en el pasado, que llegaron a no hablarse fuera del escenario. Cuando el sobrino de Clark intenta volverlos a reunir para una última actuación en televisión, tienen que aprender a aguantarse el uno al otro. El mayor atractivo de la obra incurre en los posibles dúos cómicos reales en los que podría estar basada.

## Premios

### Oscar
| Año  | Categoría                            | Película                    | Resultado  |
| ---- | ------------------------------------ | --------------------------- | ---------- |
| 1975 | Oscar al mejor actor                 | Walter Matthau              | Candidato  |
| 1975 | Oscar al mejor actor de reparto      | George Burns                | Ganador    |
| 1975 | Oscar al mejor guion adaptado        | Neil Simon                  | Candidato  |
| 1975 | Oscar a la mejor dirección artística | Albert Brenner Marvin March | Candidatos |

- Datos: Q15623971